# Ułus niurbiński
Ułus niurbiński (ros. Нюрбинский улус, jakuc. Ньурба улууhа) – ułus (jednostka podziału administracyjnego w rosyjskiej Jakucji, odpowiadająca rejonowi w innych częściach Rosji) w środkowo-zachodniej części położonej na Syberii autonomicznej rosyjskiej republiki Jakucji.
Ułus ma powierzchnię ok. 52,4 tys. km². W 2002 r. na jego obszarze żyło ok. 26 tys. osób, zamieszkujących w 24 osadach. Liczba ludności szybko spada – w 1995 r. rejon ten zamieszkiwało ok. 30 tys. mieszkańców. Gęstość zaludnienia w ułusie wynosiła w 2002 r. 0,5 os./km². W 1989 r. 81,8% populacji stanowili Jakuci, a 13,7% – Rosjanie.
Ośrodkiem administracyjnym ułusu jest miasto Niurba.